# Browiniec Polski
Browiniec Polski is een plaats in het Poolse district  Prudnicki, woiwodschap Opole. De plaats maakt deel uit van de gemeente Biała en telt 149 inwoners.